# Punct de întoarcere

Punct de întoarcere în (0, 1/2)

În matematică, un punct de întoarcere, este un punct de pe o curbă unde un punct în mișcare trebuie să-și inverseze direcția. Un exemplu tipic este dat în figura alăturată. Un punct de întoarcere este astfel un tip de punct singular al unei curbe.
Pentru o curbă plană definită analitic printr-o ecuație parametrică
{\displaystyle {\begin{aligned}x&=f(t)\\y&=g(t),\end{aligned}}}
un punct de întoarcere este un punct în care ambele derivate ale lui f și g sunt zero, iar derivata direcțională, în direcția tangentei, își schimbă semnul (direcția tangentei este direcția pantei, {\displaystyle \lim {\frac {g'(t)}{f'(t)}}} ). Punctele de întoarcere sunt singularități locale în sensul că implică o singură valoare a parametrului t, spre deosebire de punctele de autointersectare care implică mai multe valori. În unele contexte, condiția asupra derivatei direcționale poate fi omisă, deși în acest caz singularitatea poate arăta ca un punct regulat.
Pentru o curbă definită printr-o ecuație implicită
{\displaystyle F(x,y)=0,}
care este netedă⁠(d), punctele de întoarcere sunt punctele în care termenii de cel mai mic grad ai dezvoltării în serie Taylor a lui F sunt o putere a unui polinom liniar. Totuși, nu toate punctele singulare care au această proprietate sunt puncte de întoarcere. Teoria seriilor Puiseux⁠(d) implică faptul că dacă F este o funcție analitică (de exemplu un polinom), o schimbare liniară a coordonatelor permite curba să fie parametrizată într-o vecinătate a punctului de întoarcere ca
{\displaystyle {\begin{aligned}x&=at^{m}\\y&=S(t),\end{aligned}}}
unde a este un număr real, m este un întreg par pozitiv, iar S(t) este o serie de puteri de ordinul k mai mare decât m. Numărul m este uneori numit ordinul sau multiplicitatea punctului de întoarcere și este egal cu gradul părții nenule de gradul cel mai mic a lui F. În unele contexte definiția unui punct de întoarcere este limitată la cazul punctelor de întoarcere de ordinul doi, adică cazul în care m = 2.
Definițiile pentru curbele plane și curbele definite implicit au fost generalizate de René Thom și Vladimir Arnold la curbele definite prin funcții derivabile: o curbă are un punct de întoarcere într-un punct dacă există un difeomorfism al unei vecinătăți a punctului din spațiul ambiant, care aplică curba pe unul dintre punctele de întoarcere definite mai sus.

## Clasificarea în geometria diferențială
Fie o funcție reală netedă de două variabile, f (x, y) unde x și y sunt numere reale. Deci f este o funcție care aplică un plan pe o linie. Spațiul tuturor acestor funcții netede acționează asupra grupului de difeomorfisme ale planului și difeomorfismele dreptei, adică modificări difeomorfe ale coordonatelor atât la sursă cât și la țintă. Această acțiune împarte întregul spațiu funcțional în clase de echivalență⁠(d), adică orbite ale unei acțiuni de grup⁠(d).
O astfel de familie de clase de echivalență este notată {\displaystyle A_{k}^{\pm },} unde k este un număr întreg nenegativ. Se spune că o funcție f este de tip {\displaystyle A_{k}^{\pm }} dacă se află pe orbita lui {\displaystyle x^{2}\pm y^{k+1},} adică există o schimbare difeomorfă a coordonatei în sursă și țintă care coespunde uneia dintre aceste forme ale lui f. Se spune că aceste forme simple {\displaystyle x^{2}\pm y^{k+1}} dau forme normale⁠(d) pentru singularitățile de tipul {\displaystyle A_{k}^{\pm }}. Se observă că {\displaystyle A_{2n}^{+}} sunt aceleași cu {\displaystyle A_{2n}^{-}} deoarece schimbarea difeomorfă a coordonatei {\displaystyle (x,y)\to (x,-y)} din sursă ia {\displaystyle x^{2}+y^{k+1}} la {\displaystyle x^{2}-y^{2n+1}.} Deci se poate elimina ± din notația {\displaystyle A_{2n}^{\pm }}.

## Exemple

Un punct de întoarcere în parabola semicubică

- Un punct de întoarcere ordinar este dat de {\displaystyle x^{2}-y^{3}=0,} adică mulțimea de nivel zero a singularităților de tip A2. Fie f (x, y) o funcție netedă de x și y și să presupunem, pentru simplitate, că f (0, 0) = 0. Atunci, o singularitate de tip A2 a lui f în (0, 0) poate fi caracterizată prin:
  1. Are o parte pătratică degenerată, adică termenii pătratici din seria Taylor a lui f formează un pătrat perfect, de exemplu L(x, y)2, unde L(x, y) este liniar în x și y, și
  2. L(x, y) nu divide termenii cubici din seria Taylor a lui f (x, y).
- Un punct de întoarcere ramfoid (din greacă ράμφος = cioc) a desemnat inițial un punct de întoarcere la care ambele ramuri erau de aceeași parte a tangentei, cum ar fi curba ecuației {\displaystyle x^{2}-x^{4}-y^{5}=0.} Deoarece o astfel de singularitate se află în aceeași clasă diferențială ca și punctul de întoarcere al ecuației {\displaystyle x^{2}-y^{5}=0,} care este o singularitate de tip A4, termenul a fost extins la toate singularitățile de acest fel. Punctele de întoarcere ordinare și ramfoide nu sunt difeomorfe. O formă parametrică este {\displaystyle x=t^{2},\,y=ax^{4}+x^{5}.}

Pentru o singularitate de tip A4 este nevoie ca f să aibă o parte pătratică degenerată (aceasta dă tipul A≥2, căci L trebuie să dividă termenii cubici (aceasta dă tipul A≥3), altă condiție de divizibilitate (dând tipul A≥4) și o condiție finală de nedivizibilitate (dând exact tipul A4).
Pentru a vedea de unde provin aceste condiții suplimentare de divizibilitate, să presupunem că f are o parte pătratică degenerată L2 și că L divide termenii cubici. Rezultă că seria Taylor de ordinul trei a lui f este dată de {\displaystyle L^{2}\pm LQ,} unde Q este pătratică în x și y. Se poate completa pătratul⁠(d) pentru a arăta că {\displaystyle L^{2}\pm LQ=(L\pm Q/2)^{2}-Q^{4}/4.} Acum se poate face o schimbare difeomorfă de variabilă (în acest caz pur și simplu se înlocuiesc polinoame cu părți liniare independente liniar⁠(d)) astfel încât {\displaystyle (L\pm Q/2)^{2}-Q^{4}/4\to x_{1}^{2}+P_{1}} unde P1 este polinom de gradul al patrulea în x1 și y1. Condiția de divizibilitate pentru tipul A≥4 este aceea că x1 divide P1. Dacă x1 nu divide P1 atunci se obține exact tipul A3 (mulțimea de nivel zero aici este un punct de osculație). Dacă x1 divide P1, se completează pătratul {\displaystyle x_{1}^{2}+P_{1}} și se schimbă coordonatele astfel încât să existe {\displaystyle x_{2}^{2}+P_{2}} unde P2 este polinom de gradul al cincilea în x2 și y2. Dacă x2 nu divide P2 atunci se obține exact tipul A4, adică mulțimea de nivel zero va fi un punct de întoarcere ramfoid.

## Aplicații
Punctele de întoarcere apar în mod natural atunci când se proiectează pe un plan o curbă netedă din spațiul euclidian tridimensional. În general, o astfel de proiecție este o curbă ale cărei singularități sunt puncte de autointersectare și puncte de întoarcere obișnuite. Punctele de autointersectare apar atunci când două puncte diferite ale curbei au aceeași proiecție. Punctele de întoarcere apar atunci când tangenta la curbă este paralelă cu direcția de proiecție (adică atunci când tangenta se proiectează într-un singur punct). Singularități mai complicate apar atunci când mai multe fenomene apar simultan. De exemplu, punctele de întoarcere ramfoide apar în puncte de inflexiune (și în puncte de ondulare) pentru care tangenta este paralelă cu direcția de proiecție.